# Ernest B. Schoedsack
Ernest Beaumont Schoedsack est un réalisateur, directeur de la photographie, producteur, monteur, acteur et scénariste américain né le 8 juin 1893 à Council Bluffs dans l'Iowa, mort le 23 décembre 1979 à Santa Monica en Californie. Il est surtout connu comme coréalisateur du premier King Kong (1933).

## Biographie
Schoedsack a commencé sa carrière dans le cinéma en 1914, quand il est devenu cadreur pour Mack Sennett. Durant la première guerre mondiale, il servira dans le Signal Corps de l'United States Army en France, toujours en tant que cadreur. Après la guerre, il travaillera dans l'unité photographique de la Croix-Rouge américaine en Pologne durant la Guerre soviéto-polonaise puis en Turquie durant la Guerre gréco-turque. Il fut alors recruté par le New York Times en tant que cadreur pour une expédition autour du monde.

### Changet premiers films

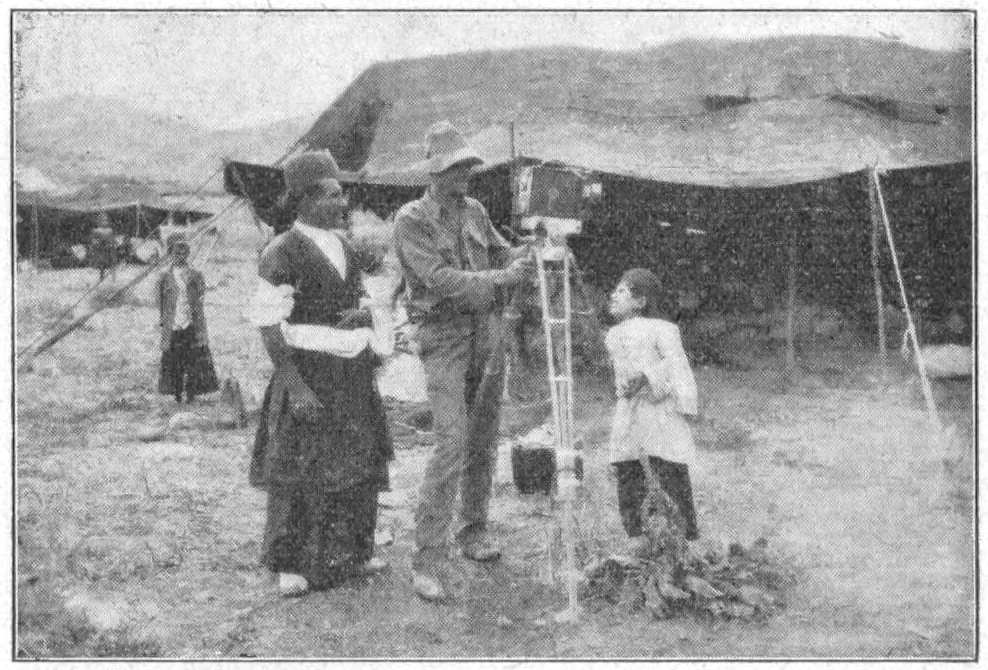
Ernest Schoedsack lors du tournage du documentaire Grass: A Nation's Battle for Life en 1925.

Schoedsack commence en tant que co-directeur avec Merian C. Cooper. Ils se sont rencontrés pour la première fois à Vienne sur un quai de gare en 1918. Ils se retrouveront à Londres avant leur première collaboration : le film Grass, produit en 1925, filmé en Iran. La même année, Schoedsack rencontre la scénariste et ancienne (?) Ruth Rose, qu'il épousera en 1926. Ils se sont rencontrés lors d'une expédition aux Îles Galápagos où il était cadreur et elle historienne de l'expédition.
En 1927, Cooper et Schoedsack produisent le film Chang, racontant la vie d'un paysan pauvre du Siam (l'ancienne Thaïlande) et sa lutte quotidienne pour la survie dans la jungle. Ils restèrent 18 mois dans la jungle pour le produire. Le film fut nommé à l'Oscar de la meilleure production artistique (Unique and Artistic Production) lors de la première cérémonie des Oscars du cinéma en 1929.
Cette année-là, Cooper et Schoedsack tournent Les Quatre Plumes blanches, leur première fiction et un des derniers films muets.

### King Konget les années 1930
Cooper et Schoedsack ont fait de nombreux films ensemble, mais ils restent célèbres pour King Kong en 1933. Après la fin de la production des Chasses du comte Zaroff, Schoedsack rejoint Cooper dans la production de King Kong. Schoedsack dirigea les scènes avec des acteurs humains tandis que Cooper se focalisait sur les effets spéciaux. Schoedsack, Cooper et Rose inspirèrent respectivement les caractères de John Driscoll, Carl Denham, et Ann Darrow. Le script a été co-écrit par la femme de Schoedsack, Ruth Rose. Ce film a marqué une transition dans la relation de travail entre Schoedsack et Cooper, Schoedsack se focalisant sur la réalisation et Cooper sur la production. Ils cessèrent de travailler ensemble à la fin des années 1930.

### Seconde Guerre mondiale
Engagé lors de la Seconde Guerre mondiale, il fut blessé en testant du matériel photographique et sa vue gravement atteinte. Il continua cependant, après la guerre, à diriger des films. Ainsi, en 1949, il réalisa pour RKO Mighty Joe Young  (Monsieur Joe), production qui réunissait les principaux collaborateurs de King Kong (le réalisateur Merian C. Cooper, la scénariste Ruth Rose et le spécialiste des effets spéciaux Willis O'Brien).
Il épousa la scénariste . Il est enterré aux côtes de Ruth Rose au Westwood Village Memorial Park Cemetery à Los Angeles, en Californie (États-Unis d'Amérique).

## Filmographie

### comme Réalisateur
- 1925 : Grass: A Nation's Battle for Life
- 1927 : Chang (Chang: A Drama of the Wilderness)
- 1929 : Les Quatre Plumes blanches (The Four Feathers)
- 1931 : Rango
- 1932 : Les Chasses du comte Zaroff (The Most Dangerous Game)
- 1933 : King Kong
- 1933 : The Monkey's Paw
- 1933 : Dans la purée de Londres (Blind Adventure)
- 1933 : Le Fils de Kong (The Son of Kong)
- 1934 : Long Lost Father
- 1935 : Les Derniers Jours de Pompéi (The Last Days of Pompeii)
- 1937 : Trouble in Morocco
- 1937 : Outlaws of the Orient
- 1940 : Docteur Cyclope (Dr. Cyclops)
- 1949 : Monsieur Joe (Mighty Joe Young)
- 1952 : This Is Cinerama

### comme Directeur de la photographie
- 1917 : Her Fame and Shame
- 1917 : A Dark Room Secret
- 1921 : Beach of Dreams
- 1925 : Grass: A Nation's Battle for Life
- 1927 : Chang (Chang: A Drama of the Wilderness)
- 1929 : Captain Salisbury's Ra-Mu
- 1929 : Les Quatre Plumes blanches (The Four Feathers)

### comme Producteur
- 1925 : Grass: A Nation's Battle for Life
- 1927 : Chang (Chang: A Drama of the Wilderness)
- 1931 : Rango
- 1933 : King Kong
- 1933 : Le Fils de King Kong (The Son of Kong)

### comme Monteur
- 1929 : Les Quatre Plumes blanches (The Four Feathers)
- 1931 : Rango

### comme Acteur
- 1933 : King Kong : Machine-gunner on plane that kills Kong

### comme Scénariste
- 1927 : Chang (Chang: A Drama of the Wilderness)